# Natalya Vorozhbyt
Natalya Anatoliyivna Vorozhbyt (en ucraniano: Наталія Анатоліївна Ворожбит) (Kiev, 4 de abril de 1975), conocida como Natalya Vorozhbyt, es una dramaturga, guionista y realizadora ucraniana. Escribe sus guiones en ruso y en ucraniano.

## Trayectoria
Vorozhbyt se graduó en 2000 en el Instituto de Literatura Maksim Gorky. También estudió en el Programa Internacional de Escritores. Colaboró con el Royal Court Theatre y la Royal Shakespeare Company.
Junto con el director alemán Georg Zheno, fundó el Teatro de los Desplazados, donde las personas refugiadas de Dombás (Cuenca del Donets) pueden contar sus historias. Y comisarió el proyecto Class Act. Escribió el guion del largometraje Cyborgs sobre la defensa del aeropuerto Sergei Prokoviev, cerca de Donetsk, donde los soldados ucranianos lucharon durante 242 días contra los separatistas. Viajó durante cuatro meses por la zona de guerra y habló con los implicados. La situación de guerra en Ucrania es un tema frecuente en su obra.
Participó en las protestas del Euromaidán de 2013. Durante ese tiempo también recogió ideas e inspiración para nuevos trabajos.
En febrero de 2022, Vorozhbyt estaba trabajando en su última película Demons en Myrhorod y le solo le quedaban cuatro días de producción para completarla. Trata sobre la relación entre un ruso y un ucraniano, reflejando lo que ella llamó las "incómodas" relaciones internacionales entre estas naciones. Precisamente, la ciudad en la que estaba rodando fue bombardeada durante la invasión rusa. Fue entrevistada en un refugio antibombas el 25 de febrero de 2022 y declaró: "es muy importante para mí estar aquí". También admitió que podría tener que abandonar el país si Rusia tomaba el poder. Su interpretación de estos hechos es que comenzaron hace treinta años, cuando Ucrania se estaba constituyendo como país independiente y permitió que la influencia rusa en el Dombás creciera. Hizo un llamamiento pidiendo el apoyo de la comunidad internacional a Ucrania.

## Obra
Los principales trabajos de la dramaturga y guionista son:
- The Khomenko Family Chronicles, 2006. Royal Court Theatre[4]
- The Grain Store, 2009, ISBN 9781848420458[12][5]
- Bad Roads, 2017. ISBN 9781848427143[13][14]
- My Mykolaivka, 2017[6]
- Blood Sisters, 2019
- Bad Roads, 2020